# 甘戰
甘戰（?—569年），字伯武，豐城（今屬江西）。道教淨明派人物，西山十二真君之一。宋代政和二年，追封為“精行真人”。
以孝行聞名鄉里。遭時亂離，隱居草澤，不求聞達。因慕神仙之術，聞許遜能行孝悌大法，除害利物，遂登門拜為弟子。曾斬殺大蛟。相傳許遜上昇時，賜他金丹，後歸豐城，繼續傳道，陳宣帝太建元年（569年）正月七日，駕麟車，乘雲而去。